# プレドーレ
プレドーレ（伊: Predore  ( 音声ファイル)）は、イタリア共和国ロンバルディア州ベルガモ県にある、人口約1,800人の基礎自治体（コムーネ）。

## 地理

### 位置・広がり
ベルガモ県東部、イゼーオ湖畔のコムーネ。ブレシアから北西へ22km、県都ベルガモから東へ27km、州都ミラノから東北東へ69kmの距離にある。

#### 隣接コムーネ
隣接するコムーネは以下の通り。括弧内のBSはブレシア県所属を示す。
- イゼーオ (BS)
- サルニコ
- タヴェルノラ・ベルガマスカ
- ヴィアダーニカ
- ヴィーゴロ

### 地震分類

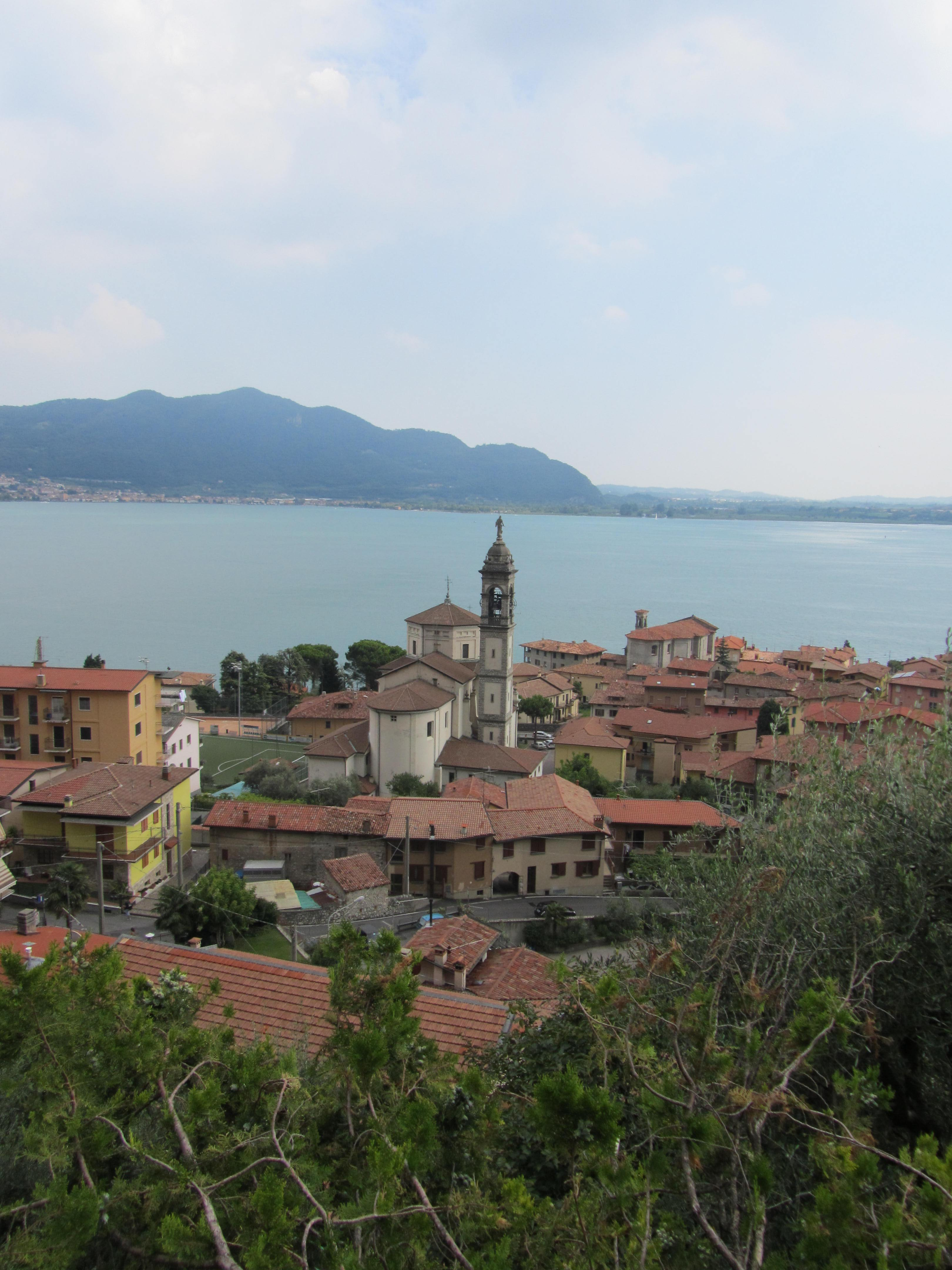

イタリアの地震リスク階級 (it) では、3 に分類される
。

## 行政

### 山岳部共同体
広域行政組織である山岳部共同体「ラーギ・ベルガマスキ山岳部共同体」  (it:Comunità montana dei Laghi Bergamaschi)  （事務所所在地：ローヴェレ）を構成するコムーネである。